# Son of Dork
Son of Dork va ser una banda de Pop britànica formada per James Bourne després de la seva banda prèvia, Busted, que es va desfer el Gener de 2005. El nom de la banda va venir d'una escena a la pel·lícula Problem Child on s'utilitza el crit "Son of Dork" alguna vegada (significa Fill de l'idiota). El seu primer single, "Ticket Outta Loserville", va ser lliurat el Novembre de 2005, arribant al número #3 del UK Top 75. El seu segon single, "Eddie's Song", va arribar al #10 el Gener de 2006.

## Discografia
- Welcome To Loserville - 21 de novembre de 2005 al Regne Unit, el 22 de febrer de 2006 al Japó.

## Senzills
- Ticket outta Loserville - 7 de novembre de 2005
- Eddie's song - 16 de gener de 2006

## Membres
- James Bourne - Vocal principal / Guitarra
- Danny Hall - Bateria
- Chris Leonard - Guitarra solista / Segones veus
- David Williams - Guitarra rítimica
- Steve Rushton - Baix / Vocal principal

## Separació
Son of dork es va separar a principis de l'any 2008, ja que els membres de la banda van voler seguir el seu camí en solitari. James Bourne va estar fins a finals del 2008 treballant en un àlbum en solitari, a principis de 2009, però, va anunciar al seu Myspace que començava a preparar una nova banda anomenada Call Me When I'm 18.